# Драгова, Надежда
Надежда Драгова (болг. Надежда Драгова; 18 февраля 1931, Раднево) — болгарский филолог, писатель, драматург и культуролог, старшая научная сотрудница по балканистике, специалист литературы Возрождения, профессор.

## Биография
Родилась 18 февраля 1931 года в городе Раднево. В 1952 году окончила Софийский университет Святого Климента Охридского, получив специальность «Болгарская филология». В 1971 стала одним из учредителей Шуменского университета «Епископ Константин Преславский». С 1988 по 1992 год работала научным руководителем Научного центра «Преславская книжная школа». Работала ассистенткой академика Петра Динекова в области фольклористики, староболгарской литературы и болгарской литературы эпохи Возрождения.
Автор многочисленных пьес. Как драматург больше известна в творческом тандеме со своим мужем Пырваном Стефановым. Вместе они написали пьесы: «Бог Перун» (1963, известная также под названием «Одиннадцатая заповедь»), «Между двумя выстрелами» (1967), «Хлеб наш насущный», «Мир родился из матери» и «На войне как на войне» (1972). Написала драму «Уголь».

### Монографии
- 1961 — «Знай свой род и езику»
- 1962 — «Българкето още комиткето»
- 1963 — «Пробуждане»
- 1963 — «И го нарекоха Паисий»
- 1965 — «Кой е създал нашитое буквы»
- 1966 — «Климент Охридски. Разказ за него и враговете му»
- 1992 — «Балканският контекст на старобългарската писмена култура (VIII–XII век)»
- 2000 — «Отец Паисий — Патриарх на Българското възраждане»
- 2005 — «Старобългарската култура»

### В соавторстве
- 2014 — «Култура, история, поезия. Надежда Драгова и Първан Стефанов в българската култура и наука. Сборник с изследвания»